# ウィーン地下鉄
ウィーン地下鉄(U-Bahn Wien)は、オーストリアの首都・ウィーンの地下鉄。ウィーン当局が出資する、ウィーン路線網有限合資会社(Wiener linien GmbH & Co KG)による運営である。

## 概要
新規に開業したのは1978年のU1号線であるが、その2年前の1976年に高架と掘割を走る都市鉄道（シュタットバーン）の一部を地下鉄に改築したU4号線が開業している。シュタットバーンは、開業が1898年という歴史ある都市鉄道で、カールスプラッツ駅をはじめとするU4号線、U6号線の駅舎は、オットー・ワーグナーの建築によるものである。
U6号線はシュタットバーンを地下鉄に扱い変更したもので、路線の大部分が高架である。またU2号線は、先に路面電車の地下線として開業したものを一部転用して開業した。
5路線（U1、U2、U3、U4、U6）が営業中である。U1のReumannplatzーOberlaa間が2017年に延伸開業。2025年以降の開業を目指して、U2の延伸とU5の新設工事が進められている。
路線の総延長は現在74.2kmである。軌間はいずれも1435mmであるが、U1〜U4号線が、第三軌条集電方式で大型の車両を用いるのに対し、U6号線は、架空電車線集電方式で路面電車と同サイズの車両を用い9輌程度の編成を組んでいる。

## 路線
| 路線 | 路線区間                                                             | 建設期間        | 路線距離 | 駅数 |
| ---- | -------------------------------------------------------------------- | --------------- | -------- | ---- |
| U1   | オーバーラー(Oberlaa) - レオポルダウ (Leopoldau)                     | 1978年 - 2017年 | 19.2 km  | 24   |
| U2   | ゼーシュタット (Seestadt) - カールスプラッツ (Karlsplatz)            | 1980年 - 2013年 | 16.8 km  | 20   |
| U3   | オッタクリンク (Ottakring) - ジンメリンク (Simmering)                | 1991年 - 2000年 | 13.5 km  | 21   |
| U4   | ヒュッテルドルフ (Hütteldorf) - ハイリゲンシュタット (Heiligenstadt) | 1976年 - 1981年 | 16.4 km  | 20   |
| U6   | ジーベンヒルテン (Siebenhirten) - フロリズドルフ (Floridsdorf)       | 1989年 - 1996年 | 17.5 km  | 24   |

## 写真

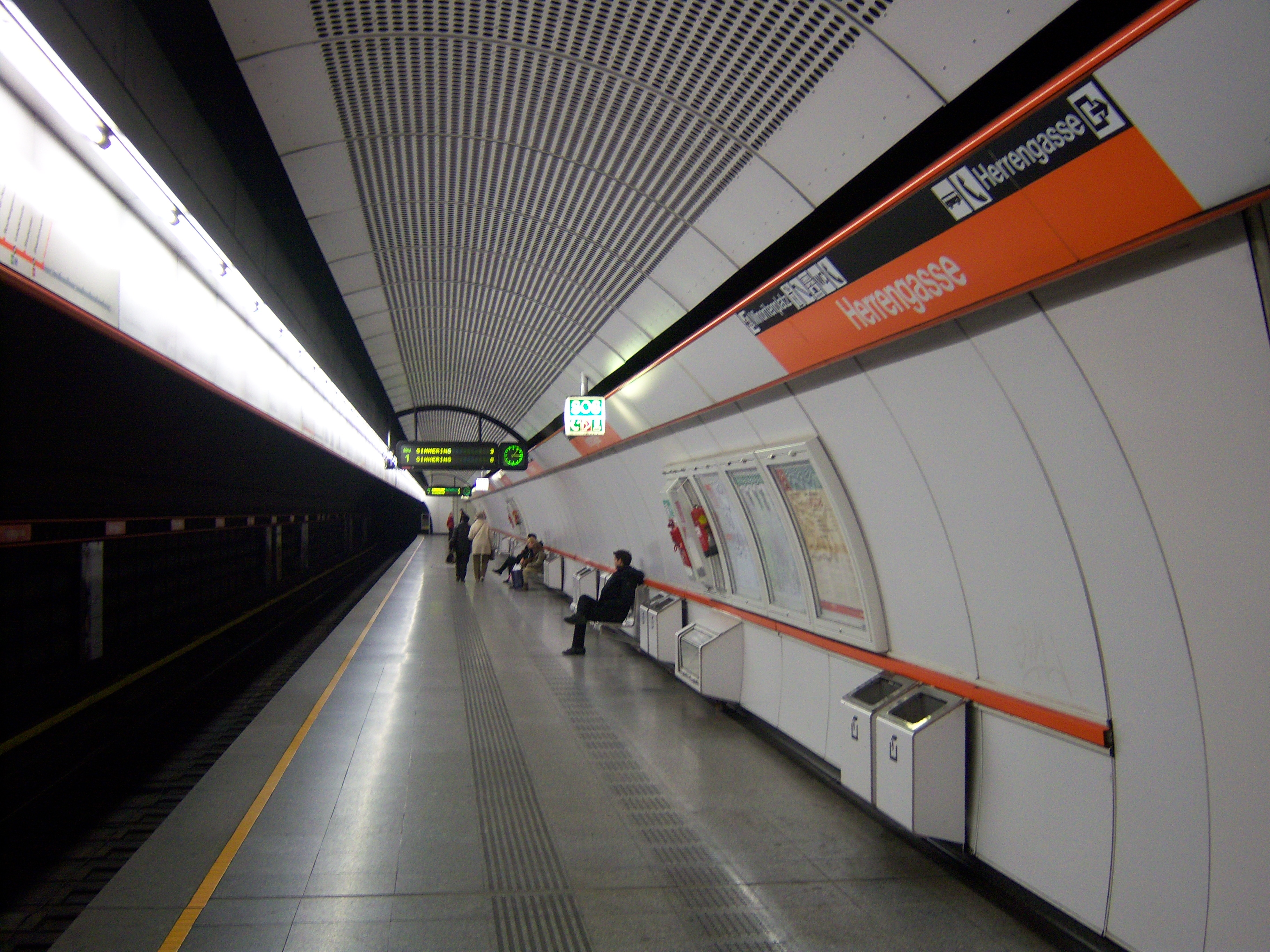
Herrengasse駅
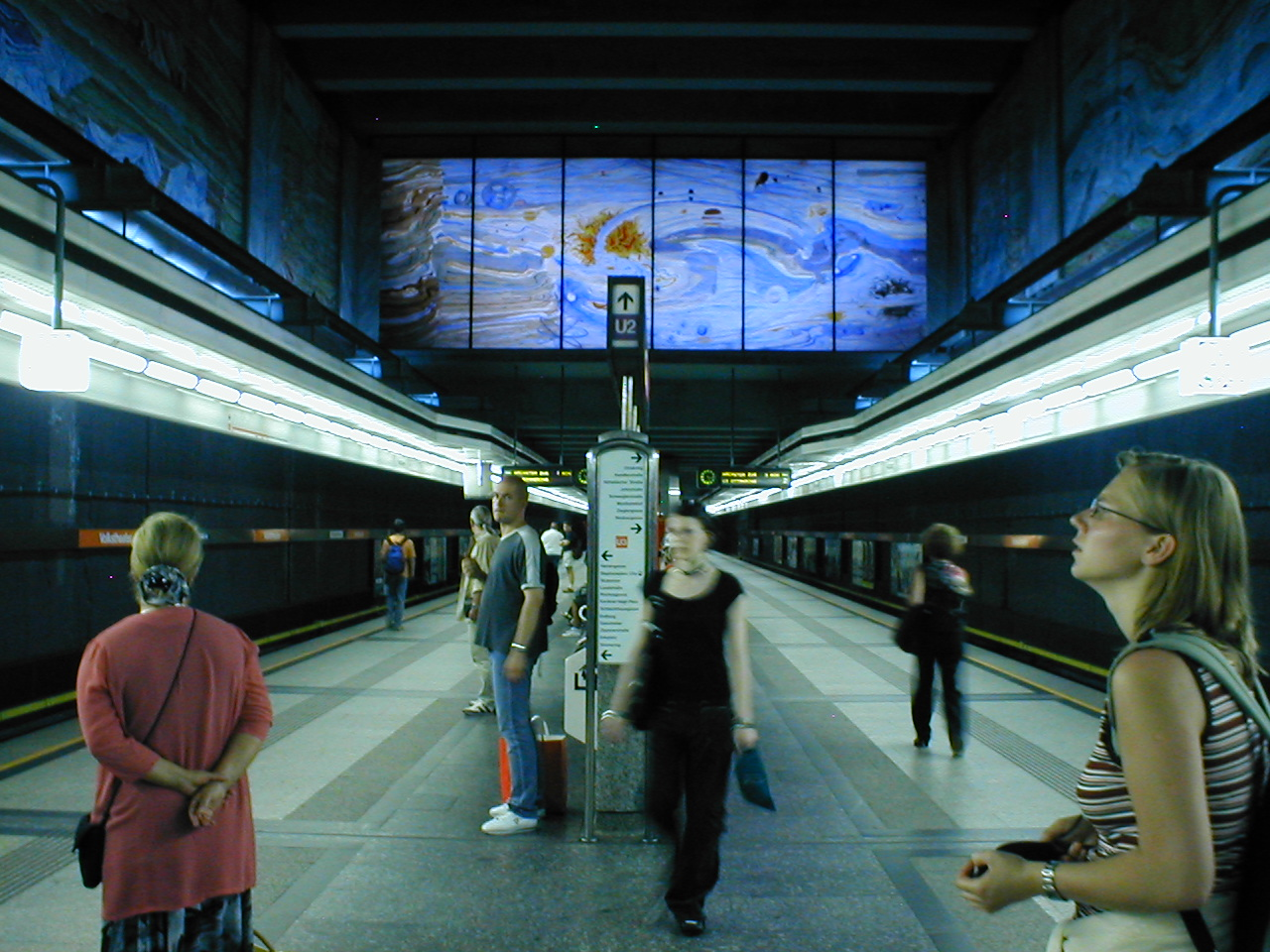
Volkstheater駅
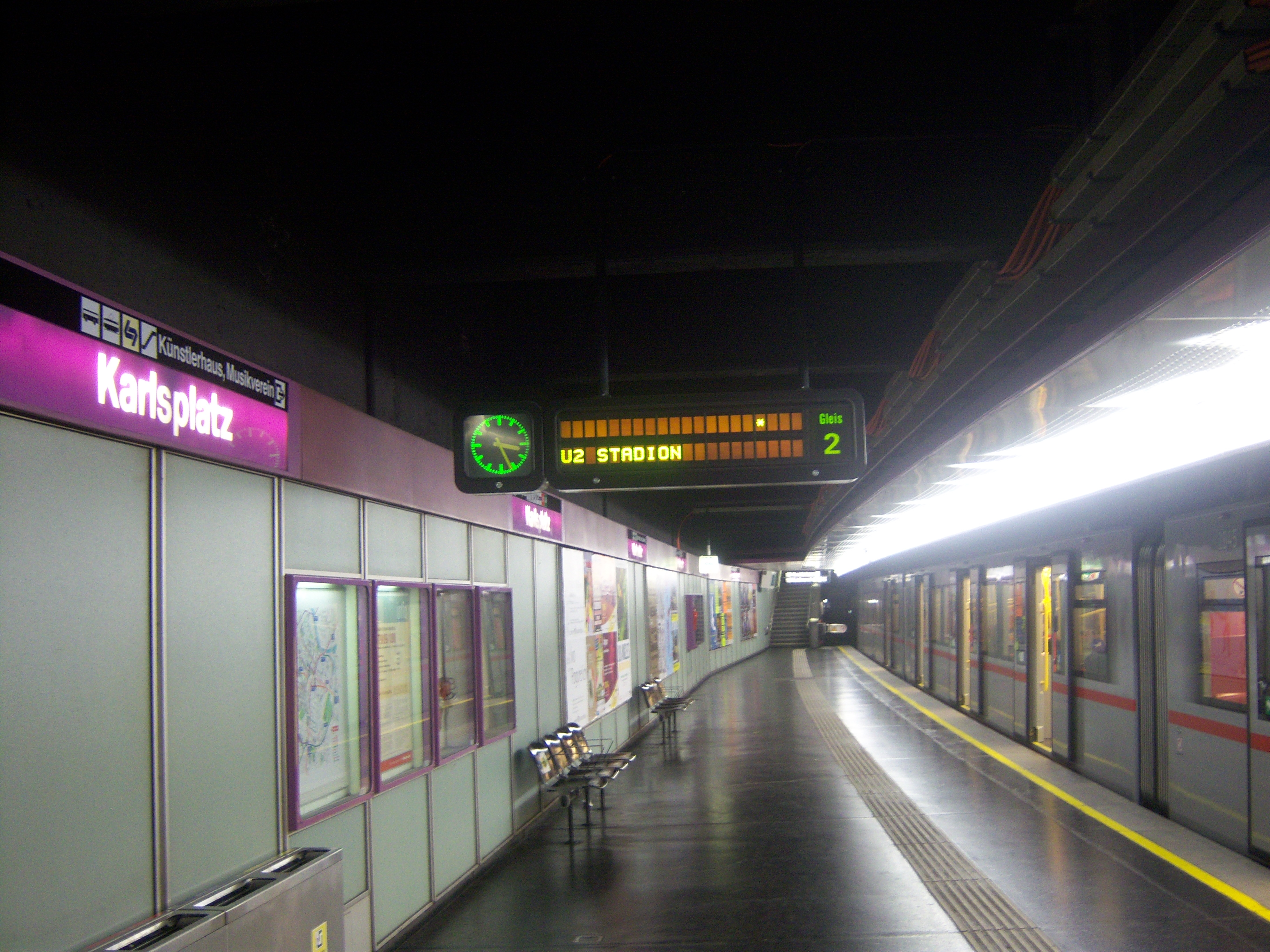
Karlsplatz駅